# Markize
Markize est un groupe de metal gothique français, originaire de Paris, en Île-de-France.

## Biographie

### Débuts (2003)
Markize est formé en 2003 par Alina Dunaevskaya et David Verbecq. Markize évolue dans un metal gothique aux influences pop, incluant guitares entrainantes, beat électro et groovy, et violons classiques, depuis 2003 ou le projet voit le jour avec Alina Dunaevskaya et David Verbecq. Leur musique est ouverte à différents univers, et basée sur des textes personnels en français, anglais et russe. L'univers visuel oscille entre féerie et glamour décadent, en référence aux tenues très couture et extravagantes d'Alina Dunaevskaya.

### Transparence(2004–2009)
Après une démo, intitulé Poussières de vie en 2004, le groupe participe à la compilation Contre vents et marées de French Metal en 2006. En mars 2007, Markize publie son premier album, Transparence.
Le groupe commence alors à tourner d'abord en France, puis en Belgique et aux Pays-Bas, notamment aux côtés de The Old Dead Tree, Markize est invité à jouer notamment au Metal Female Voices Fest 6 en octobre 2008 à Wieze, qui rassemble tous les ans de grands noms du metal à chant féminin, et à apparaître sur la compilation A World of Sirens (États-Unis) avec le titre Another Breath.
Markize sera remarqué par la production indépendante Eye Shot avec qui ils tourneront le clip Mon ange incluant la participation de Butcho de WATCHA. Le clip est diffusé pendant un temps sur les principales chaines de télévision musicales comme MTV, Nolife, Virgin 17 et MCM. Le groupe fera également plusieurs apparitions à la télévision avec trois titres acoustiques In My Dream, Transparence ; et Poussières de vie, dont les vidéos live sont disponibles sur le site, Facebook et Myspace officiels. Afin d'illustrer leur premier album Transparence, le groupe sort le clip Mon ange réalisé par Cédric Cousin.
En avril 2009, l'album Transparence est réédité, à la suite d'une rupture de stock avec des bonus inédits en format digipack, distribué par Underclass,, et sort officiellement en Russie la même année. Le groupe repart alors sur les routes, une tournée en France et Belgique de plus de 50 dates, tout en commençant l'écriture de son nouvel album. Markize est le coup de cœur de l'artiste RoBERT qui invitera Alina Dunaevskaya à chanter un duo avec elle sur la chanson Le Prince bleu à l'Olympia en mars 2010. Le duo ainsi que tout le spectacle est immortalisé par un DVD, Ange et démon à l'Olympia, sur lequel Alina figure comme invité d'honneur.

### A Perfect Lie(depuis 2010)
En octobre 2010, et ce jusqu'à mai 2011, Markize est choisi par Tarja Turunen (ex-chanteuse de Nightwish) à être son support principal sur sa tournée What Lies Beneath,, et part jouer avec elle sur les plus belles scènes d'Europe (Pologne, Ukraine, République tchèque, Suisse, Angleterre, Hollande, Finlande, Belgique, Allemagne - Zenith, Ostrava Stadium, Sheperd bush, etc.).[réf. nécessaire] Le groupe est en préparation de son second album, prévu fin 2010-début 2011. Quelques titres ont déjà été révélés au public, lors des concerts : My Chains (featuring Butcho de Watcha en live à la scène Bastille-Paris), Why Do You Hate Me, J'erre, Erase  ainsi que Miroir, qui est le premier single représentant ce nouvel album.
Fort de son expérience et de ses tournées, Markize effectue le mixage de son nouvel album en studio en collaboration avec des professionnels reconnus tels que Laurent d'Alessio (Aston Villa, Dun Leïa) et Guillaume Mauduit du Studio Sainte Marthe (AqME, Zuul FX, The Arrs). Leur nouvel album A Perfect Lie est sorti le 16 novembre 2012 ainsi qu'un nouveau clip vidéo sur l'une des chansons de cet album, Mechanical Hearts,.

## Membres
- Alina Dunaevskaya - chant, piano
- David Verbecq - batterie
- Franck Chentrier - guitare
- Julien de Feyssal - basse